# 887 Alinda
887 Alinda (phát âm /əˈlɪndə/ ə-LIN-də) là một tiểu hành tinh ở vành đai chính. Nó được Max Wolf phát hiện ngày 3 tháng 1 năm 1918 ở Heidelberg và được đặt theo tên Alinda (Caria), thành phố cổ ở Tiểu Á.
Tên của nó lại được dùng để đặt cho nhóm tiểu hành tinh Alinda. Tuy nhiên, nó cũng được xếp vào nhóm tiểu hành tinh Amor III. Nó có cộng hưởng quỹ đạo 1:3 với Sao Mộc.
Trong tháng 1 năm 2025, nó đã tiến đến gần Trái Đất với khoảng cách 12.3 triệu km.